# Gobernador de las Islas Malvinas
El gobernador del Territorio Británico de Ultramar de las Islas Malvinas es el representante de la Corona británica en las Islas Malvinas, actuando "en nombre de Su Majestad", como jefe del Estado de facto en la ausencia de la monarca británica. El papel y las facultades de dicho gobernador se describen en el capítulo II de la Constitución de las Islas Malvinas.

## Historia
El primer asentamiento permanente en las islas fue en Puerto Luis y fue dirigido por Louis Antoine de Bougainville, el administrador de la colonia francesa que se inició en 1764 y terminó en 1767. 
El primer líder de un asentamiento británico era John McBride, el capitán del HMS Jason, en 1766 en Puerto Egmont. Los británicos argumentan que durante la guerra de Independencia de los Estados Unidos en 1776 decidieron retirarse de muchos asentamientos en el extranjero, incluyendo las Malvinas. Sin embargo, de los intercambios epistolares entre los embajadores de España y Francia y de las notas diplomáticas británicas surge explícitamente que el Reino Unido abandonará las Malvinas después de que España haya satisfecho la reparación del honor mancillado por la expulsión de los británicos de Puerto Egmont.
La colonia francesa de Puerto Luis fue trasladada por los españoles en 1767 y rebautizada Puerto Soledad. El primer administrador militar español en las islas fue Felipe Ruiz Puente. La gobernación española terminó en 1811 como resultado de la guerra de la Independencia de la Argentina. Dicho país considera que desde ese momento pasó a ser heredero de la soberanía española en las islas bajo el concepto del uti possidetis iuris.
En 1829 Luis María Vernet fue proclamado gobernador de las Islas Malvinas por las Provincias Unidas del Río de la Plata. El Reino Unido envió una fuerza de tareas para establecer su dominio sobre las Islas Malvinas en 1833. Las Malvinas fueron colonizadas posteriormente por colonos procedentes de Escocia y Gales.
El primer gobernador británico de las Malvinas fue Richard Moody en 1843. Hubo un gobierno británico en las islas hasta 1982,(territorio argentino) cuando las Malvinas fueron reclamadas por la Argentina durante 74 días. Durante este tiempo, el general de brigada Mario Benjamín Menéndez fue nombrado gobernador militar de las Islas Malvinas, Georgias del Sur y Sandwich del Sur por el gobierno de Argentina.
Después de la rendición argentina en la guerra de las Malvinas, el gobernador británico regresó. En 1985, la Constitución de las Islas Malvinas entró en vigor y redujo en gran medida el poder del gobernador, que se redujo aún más cuando la Constitución se actualizó en 2009.

## Nombramiento y poderes
El gobernador es nombrado por el Rey a propuesta de su Secretario de Estado de Asuntos Exteriores y de la Mancomunidad en el Reino Unido. Según la Constitución el gobernador tiene la autoridad de la Reina. Sin embargo, el gobernador normalmente solo actúa con el asesoramiento del Consejo Ejecutivo de las Islas Malvinas. Con el asesoramiento del Consejo Ejecutivo, el gobernador tiene la facultad de convocar a una reunión del Consejo Ejecutivo, disolver la Asamblea Legislativa, convocar a una elecciones generales y dar a la sanción real a las leyes. Siguiendo el consejo del Comité Asesor, el gobernador podrá conceder indultos a personas condenadas por cualquier delito, así como conmutar cualquier sentencia de cualquier persona condenada en las islas.
El gobernador es también responsable de la defensa y la seguridad interna de las Malvinas (con la excepción de los asuntos policiales), aunque el gobernador está constitucionalmente obligado a consultar con el comandante de las fuerzas británicas en la materia.

## Juramento
En virtud del artículo 23 (3) de la Constitución, antes de entrar en funciones, el gobernador debe tomar el juramento de fidelidad y el juramento del cargo. El texto del juramento del cargo se especifica en el anexo B de la Constitución: 

I do swear (or solemnly affirm) that I will well and truly serve Her Majesty the Queen Elizabeth the Second, Her Heirs and Successors, and the people of the Falkland Islands, and will uphold the Constitution and other laws in force in the Falkland Islands, in the office of Governor. So help me God.
Juro (o declaro) que voy a servir bien y verdaderamente a Su Majestad la Reina Isabel II, sus herederos y sucesores, y al pueblo de las Islas Malvinas, y defender la Constitución y otras leyes en vigor en las Islas Malvinas, en la oficina del Gobernador. Que Dios me ayude.